# Мамедова, Александра Михайловна
Александра Михайловна Мамедова (до 2022 — Борисова; род. 20 июня 2001, Великий Новгород) — российская волейболистка, нападающая-доигровщица.

## Биография
Начала заниматься волейболом в ДЮСШ № 2 города Великого Новгорода. Первый тренер — С.Шушакова. В 11-летнем возрасте переехала в Череповец, где продолжила занятия волейболом в местной СШОР у тренера Т. Б. Мясниковой. С 2015 года на протяжении 7 сезонов выступала за команды череповецкого ВК «Северянка».
В 2022 заключила контракт с ВК «Енисей», выступающем в суперлиге чемпионата России. В 2023 перешла в «Динамо-Метар», а в 2025 — в «Тулицу». 
В 2017 выступала за юниорскую, а в 2018—2019 — за молодёжную сборные России. Бронзовый призёр чемпионата мира среди девушек 2017 и молодёжного чемпионата мира 2019, серебряный призёр молодёжного чемпионата Европы 2018.

### Клубная карьера
- 2015—2016 —  «Северянка»-3 (Череповец) — первая лига;
- 2016—2019 —  «Северянка»-2 (Череповец) — высшая лига «Б»;
- 2018—2022 —  «Северянка» (Череповец) — высшая лига «А»;
- 2022—2023 —  «Енисей» (Красноярск) — суперлига;
- 2023—2025 —  «Динамо-Метар» (Челябинск) — суперлига;
- с 2025 —  «Тулица» (Тула) — суперлига.

## Достижения

### Клубные
- двукратный победитель (2021, 2022) и серебряный призёр (2019) чемпионатов России среди команд высшей лиги «А».

### Со сборными России
- бронзовый призёр чемпионата мира среди молодёжных команд 2019.
- серебряный призёр чемпионата Европы среди молодёжных команд 2018.
- бронзовый призёр чемпионата мира среди девушек 2017.